# Edward Feigenbaum
Edward Albert Feigenbaum (nascut el 20 de gener de 1936) és un informàtic que ha treballat en intel·ligència artificial i va guanyar el premi Turing de 1994 conjuntament amb Raj Reddy. Sovint se l'anomena "el pare dels sistemes experts".

## Biografia
Feigenbaum va néixer a Weehawken, Nova Jersey el 1936 en una família de cultura jueva i es va traslladar al poble de veí de North Bergen, on va viure fins que va començar la universitat als 16 anys. El seu poble no tenia institut i va anar al de Weehawken per preparar-se per la universitat.
Feigenbaum va acabar la llicenciatura (1956), i el doctorat (1960), al Carnegie Institute of Technology (ara Universitat Carnegie Mellon). En la seva tesi doctoral, supervisada per Herbert A. Simon, va desenvolupar EPAM, un dels primers models informàtics sobre com aprenen les persones.
Va fundar el Laboratori de Sistemes del Coneixement a Stanford i va ser el cofundador de les empreses IntelliCorp i Teknowledge.
Actualment, és professor emèrit d'informàtica a la Universitat Stanford.

## Premis i honors
- 1984. Seleccionat com un dels primers fellows del Col·legi Americà d'Informàtica Mèdica.
- 1994. Premi Turing de l'ACM conjuntament amb Raj Reddy per "Per ser pioners en el disseny i la construcció de sistemes d'intel·ligència artificial a gran escala, demostrant la importància pràctica i l'impacte comercial potencial de la tecnologia d'intel·ligència artificial".
- 1997. Premi al Servei Civil Excepcional de les Forces Aèries dels Estats Units
- 2007. Nomenat fellow de l'ACM.
- 2011. AI's Hall of Fame Arxivat 2011-12-16 a Wayback Machine. de l'IEEE Intelligent Systems per "contribucions significatives al camp de la IA i els sistemes intel·ligents".[8][9]
- 2012. Nomenat fellow del Computer History Museum "per la seva obra pionera en intel·ligència artificial i sistemes experts".[10]
- 2013. Computer Pioneer Award de l'IEEE Computer Society per "obra pionera en intel·ligència artificial, incloent-hi el desenvolupament dels principis i mètodes bàsics dels sistemes basats en coneixement i les seves aplicacions pràctiques".

## Articles
- The Age of Intelligent Machines: Knowledge Processing--From File Servers to Knowledge Servers d'Edward Feigenbaum Arxivat 2016-06-10 a Wayback Machine. (anglès)
- Feigenbaum, Edward A. «Some challenges and grand challenges for computational intelligence» (en anglès). Journal of the ACM, 50, 1, 2003, pàg. 32–40. DOI: 10.1145/602382.602400.